# Trolejbusy w Biszkeku
Trolejbusy w Biszkeku − system komunikacji trolejbusowe w Biszkeku stolicy Kirgistanu.
Decyzję o budowie trolejbusów w Biszkeku podjęła rada ministrów Kirgistanu w dniu 13 sierpnia 1946. Trolejbusy w Biszkeku uruchomiono 13 stycznia 1951. Otwarto wtedy dwie trasy:
- 1: Линейной−детского дома имени Крупской
- 2: железнодорожный вокзал−проспект Ленина

Łącznie długość linii wyniosła 8,4 km. Już rok później długość linii wynosiła 17,4 km. W kolejnych latach sieć trolejbusową stale rozbudowywano tak że wymusiło to budowę w 1976 drugiej zajezdni trolejbusowej. Obecnie po Biszkeku kursuje 18 linii trolejbusowych od łącznej długości 232,1 km. Linie trolejbusowe: 4, 8, 9, 10, 11, 13, 14, 16, 17, linie tymczasowo zawieszone: 1, 2, 3, 5, 6, 7, 12, 15 i 18.

## Zajezdnie
Pierwszą zajezdnię otwarto w 1951, która mogła pomieścić 60 trolejbusów. Drugą zajezdnię otwarto w 1976. Zajezdnia ta mogła może pomieścić do 100 trolejbusów.

## Tabor
Pierwszymi trolejbusami w Biszkeku były МТБ-82Д (MTB-82D) w liczbie 4 sztuk. W 1952 liczba trolejbusów wzrosła do 10 sztuk. Obecnie w ruchu znajduje się 151 trolejbusów:
| typ      | sztuk |
| -------- | ----- |
| ZiU-682  | 126   |
| ZiU-683  | 3     |
| AKSM-321 | 22    |

Trolejbusy ZiU-683 są przegubowe, wysoko podłogowe. W Biszkeku jest eksploatowany jeden trolejbus КТГ-2 (KTG-2) o nr 09.